# Fiersviridae
Die Fiersviridae (veraltet: Leviviridae) sind eine Familie von Viren, die als Bakteriophagen verschiedene Bakterien, einschließlich Enterobakterien, Caulobacter, Pseudomonas und Acinetobacter befallen. Die Taxonomie des International Committee on Taxonomy of Viruses (ICTV) mit Stand November 2018 kennt zwei Gattungen zu je zwei Spezis.
Es handelt sich um kleine RNA-Viren mit linearem, einzelsträngigem RNA-Genom positiver Polarität, die nur vier Proteine kodieren. Alle Phagen dieser Familie benötigen bakterielle Pili, um sich an die Wirtszelle (Bakterienzelle) zu binden und diese zu infizieren.
Im März 2021 wurde vorgeschlagen, diese Viren aus der bisherigen Klasse Allassoviricetes in eine neue Klasse Leviviricetes zu verschieben. Dem hat das ICTV in der Ausgabe 36 seiner Master Species List (MSL) 2021 entsprochen, und dabei gleichzeitig die Ordnung (von Levivirales zu  Norzivirales) und die Familie (von Leviviridae zu Fersviridae) umbenannt. Gleichzeitig hat sich die Anzahl der Gattungen von zwei auf 185 erhöht.

## Systematik

### Äußere Systematik
Die Familie ist Mitglied der Ordnung Norzivirales (früher Levivirales). Die meisten Vertreter dieser Ordnung wurden per Metagenomik gefunden. Zu dieser gehören die folgenden Familien:
- Familie Atkinsviridae
- Familie Duinviridae
- Familie Fiersviridae (veraltet Leviviridae)
- Familie Solspiviridae

### Innere Systematik
Die Familie hat mit ICTV Stand 7. Mai 2024 dreihundertacht (308) Gattungen (Genera). Diese sind – mit einer Auswahl an Arten (Spezies):
- Familie Fiersviridae (veraltet Leviviridae)

1. Genus Amubhivirus
2. Genus Andhasavirus
3. Genus Andhaxevirus
4. Genus Ashucavirus
5. Genus Bahscuvirus
6. Genus Behevivirus
7. Genus Behlfluvirus
8. Genus Bihdovirus
9. Genus Bisdanovirus
10. Genus Blafavirus
11. Genus Bohnovirus
12. Genus Bohwovirus
13. Genus Boschuvirus
14. Genus Breudwovirus
15. Genus Buhdavirus
16. Genus Cahdavirus
17. Genus Cahrpivirus
18. Genus Caloevirus
19. Genus Cauhldivirus
20. Genus Cehakivirus
21. Genus Chaedoavirus
22. Genus Chahsmivirus
23. Genus Chihyovirus
24. Genus Chobevirus
25. Genus Choctavirus
26. Genus Cintrevirus
27. Genus Cunavirus
28. Genus Dahmuvirus
29. Genus Darnbovirus
30. Genus Decadevirus
31. Genus Denfovirus
32. Genus Depandovirus
33. Genus Dihsdivirus
34. Genus Dohlivirus
35. Genus Dortuvirus mit ehem. Creshivirus fonticola
36. Genus Dorudgevirus
37. Genus Dosmizivirus
38. Genus Draycavirus
39. Genus Dreytovirus
40. Genus Duhcivirus
41. Genus Dunchevirus
42. Genus Dursuvirus inkl. ehem. Genus Apukhovirus
43. Genus Eahsevirus
44. Genus Eahvevirus
45. Genus Eedhovirus
46. Genus Eerlswovirus
47. Genus Eistcuvirus
48. Genus Emesvirus (früher Levivirus)
  - Spezies Emesvirus japonicum (veraltet: Escherichia virus BZ13)
  - Spezies Emesvirus zinderi (mit Escherichia virus MS2 alias Enterobakteriophage MS2, Coliphage MS2)
  - Spezies Emesvirus piscicola

49. Genus Empivirus
50. Genus Etongtovirus
51. Genus Fagihyuvirus
52. Genus Fenycovirus
53. Genus Fihluvirus
54. Genus Firnpuvirus
55. Genus Fiyodovirus
56. Genus Flehknovirus
57. Genus Frinctavirus
58. Genus Fulbrouvirus
59. Genus Gahlovirus
60. Genus Galoycavirus
61. Genus Garovuvirus
62. Genus Gehnevirus
63. Genus Giydovirus
64. Genus Glyciruvirus
65. Genus Gmuhndevirus
66. Genus Gorodievirus
67. Genus Grandpovirus
68. Genus Greatevirus
69. Genus Greatpavirus
70. Genus Grehavirus
71. Genus Grendovirus
72. Genus Grendvuvirus
73. Genus Gunawavirus
74. Genus Haeldovirus
75. Genus Hagavirus
76. Genus Hahdsevirus
77. Genus Hahmbtovirus
78. Genus Hahsevirus
79. Genus Halcalevirus
80. Genus Hampdavirus
81. Genus Hamptovirus
82. Genus Helfovirus
83. Genus Herbuvirus
84. Genus Hihdivirus
85. Genus Hihlwaovirus
86. Genus Hirbarovirus
87. Genus Hirtshivirus
88. Genus Hisilivirus
89. Genus Hisilovirus
90. Genus Hitdovirus
91. Genus Hohnivirus
92. Genus Honleyivirus
93. Genus Honolovirus
94. Genus Hudnivirus
95. Genus Huhnivirus
96. Genus Huhnuvirus
97. Genus Hukohnovirus
98. Genus Hurlivirus
99. Genus Icumivirus
100. Genus Ideskevirus
101. Genus Idlucavirus
102. Genus Imeberivirus
103. Genus Ineyimevirus
104. Genus Iruqauvirus
105. Genus Ishugivirus
106. Genus Jiesduavirus
107. Genus Johnovirus
108. Genus Jupbevirus
109. Genus Kahfsdivirus
110. Genus Keghovirus
111. Genus Kehmevirus (inkl. ehem. Genus Aldhiuvirus)
112. Genus Kehrevirus
113. Genus Kemicevirus
114. Genus Kihryuvirus
115. Genus Kinehtovirus
116. Genus Kinolwovirus
117. Genus Kirnavirus
118. Genus Kiwsmaevirus
119. Genus Kongskuvirus
120. Genus Konkivirus
121. Genus Konwavirus
122. Genus Koteshevirus inkl. ehem. Brudgevirus terrivivens (jetzt Koteshevirus terrivivens), ehem. Condavirus edaphovicinum, ehem. Condavirus edaphohabitans
123. Genus Kowinovirus
124. Genus Kuhshuvirus
125. Genus Kungsnevirus
126. Genus Kungspuvirus
127. Genus Lahbwuvirus
128. Genus Lahdbrovirus
129. Genus Langlevirus
130. Genus Leahmovirus
131. Genus Lecwavirus
132. Genus Lehamuvirus
133. Genus Lighthovirus
134. Genus Lihdtlovirus
135. Genus Lihtdlivirus mit ehem. Condavirus edaphenecus
136. Genus Litdlevirus
137. Genus Loamavirus
138. Genus Loghdhuvirus
139. Genus Lohmavirus
140. Genus Lohngkovirus inkl. Teile von ehem. Genus Brudgevirus
141. Genus Lohwevirus
142. Genus Lohwovirus
143. Genus Longmavirus
144. Genus Longovirus
145. Genus Loslovirus
146. Genus Lowerquvirus
147. Genus Lowsuvirus
148. Genus Loxlovirus
149. Genus Ludtlevirus
150. Genus Ludtlovirus
151. Genus Ludtovirus
152. Genus Lunjlavirus
153. Genus Luthavirus inkl. ehem. Genus Bathrivirus
154. Genus Lyejrivirus
155. Genus Mahqeavirus
156. Genus Mahraivirus
157. Genus Manrohovirus
158. Genus Mahrtovirus
159. Genus Manrohovirus
160. Genus Martavirus
161. Genus Martovirus
162. Genus Maxstovirus
163. Genus Meblowovirus
164. Genus Mehraxmevirus
165. Genus Mehrevirus
166. Genus Mekintivirus
167. Genus Merlkluvirus
168. Genus Methovirus
169. Genus Mihkrovirus inkl. ehem. Genus Bertavirus
170. Genus Mincetevirus
171. Genus Mintuvirus
172. Genus Mohredovirus
173. Genus Molcatevirus
174. Genus Molvevirus
175. Genus Monkskivirus
176. Genus Moxhuvirus
177. Genus Mutledovirus
178. Genus Muyegivirus
179. Genus Nadsecevirus
180. Genus Napdanuvirus
181. Genus Nedhivirus
182. Genus Nehwtovirus
183. Genus Newbovirus
184. Genus Newpuvirus
185. Genus Niankuvirus
186. Genus Niuhvovirus
187. Genus Niwnhavirus
188. Genus Niwtovirus
189. Genus Nohmivirus
190. Genus Nohrdovirus
191. Genus Northevirus
192. Genus Oceshuvirus
193. Genus Oldperovirus
194. Genus Olmsdivirus
195. Genus Omohevirus
196. Genus Onohmuvirus
197. Genus Opdykovirus
198. Genus Overwhuvirus
199. Genus Owenocuvirus
200. Genus Oxychlovirus
201. Genus Pailtovirus
202. Genus Paloswovirus
203. Genus Palsdevirus
204. Genus Paysduvirus
205. Genus Pedhlovirus
206. Genus Pehohrivirus
207. Genus Pehsaduvirus
208. Genus Pepevirus
  - Spezies Pepevirus rubrum (mit Pseudomonas phage PP7)

209. Genus Perrunavirus
210. Genus Philtcovirus
211. Genus Phobpsivirus
212. Genus Piceduvirus
213. Genus Pihlevirus
214. Genus Pilordavirus
215. Genus Piponevirus
216. Genus Pohlevirus
217. Genus Poncivirus
218. Genus Prihavirus
219. Genus Prihovirus
220. Genus Prisdovirus
221. Genus Prosdovirus
222. Genus Pruncivirus
223. Genus Psimevirus
224. Genus Pudlivirus
225. Genus Punlevirus
226. Genus Qubevirus (früher Allolevivirus)
  - Spezies Qubevirus durum (mit Escherichia virus Qbeta alias Enterobakteriophage Qbeta, Coliphage Qβ)
  - Spezies Qubevirus escherichienecus (mit Escherichia virus Qbeta 1)
  - Spezies Qubevirus faecium (mit Escherichia virus FI)

227. Genus Quihndavirus
228. Genus Radbaivirus
229. Genus Rahdfavirus
230. Genus Ratlevirus
231. Genus Redbauvirus
232. Genus Rehihmevirus
233. Genus Rehudzovirus
234. Genus Ridwavirus
235. Genus Rusvolovirus
236. Genus Rytunovirus
237. Genus Sahwbrivirus
238. Genus Sambuevirus
239. Genus Saudhavirus
240. Genus Sbehrnivirus
241. Genus Scuadavirus
242. Genus Sdadlevirus
243. Genus Sdoctuvirus
244. Genus Sdohnivirus
245. Genus Sdredfovirus
246. Genus Sdredtuvirus
247. Genus Sdretovirus
248. Genus Seckivirus
249. Genus Sehpovirus
250. Genus Selfuvirus
251. Genus Seybrovirus
252. Genus Shebanavirus
253. Genus Shehrpovirus
254. Genus Shestuvirus
255. Genus Shihovirus
256. Genus Shipsduvirus
257. Genus Shodtevirus
258. Genus Sholavirus
259. Genus Shomudavirus
260. Genus Shrewlivirus
261. Genus Shuldovirus
262. Genus Shutevirus
263. Genus Shutovirus
264. Genus Sincthavirus
265. Genus Skhembuvirus
266. Genus Smudhfivirus
267. Genus Snitdevirus
268. Genus Soetuvirus
269. Genus Stanolovirus
270. Genus Stehlmavirus
271. Genus Sterodovirus
272. Genus Stoartovirus
273. Genus Stretavirus
274. Genus Stritovirus
275. Genus Suhtovirus
276. Genus Swihdzovirus
277. Genus Tahluvirus
278. Genus Tapikevirus
279. Genus Teciucevirus
280. Genus Tehnexuvirus
281. Genus Temblevirus
282. Genus Templevirus
283. Genus Templovirus
284. Genus Tenwovirus mit ehem. Creshivirus pelohabitans
285. Genus Thiwvovirus
286. Genus Thiyevirus
287. Genus Thobivirus
288. Genus Thurlavirus
289. Genus Ticahravirus
290. Genus Todtivirus
291. Genus Tohvovirus
292. Genus Trotivirus
293. Genus Trucevirus
294. Genus Tudmivirus
295. Genus Tysohivirus
296. Genus Ulinhavirus
297. Genus Upborqevirus (inkl. ehem. Genus Boloprevirus)
298. Genus Ureyisuvirus
299. Genus Ushumevirus
300. Genus Vohsuavirus
301. Genus Whietlevirus
302. Genus Whilavirus
303. Genus Wohudhevirus
304. Genus Wyahnevirus
305. Genus Yahnavirus (inkl. ehem. Genus Adahivirus)
306. Genus Yemegivirus
307. Genus Yohcadevirus
308. Genus Yuhrihovirus

Bei Reorganisationen wurden beispielsweise verschoben:
1. Genus Condavirus aufgeteilt Koteshevirus + Lihtdlivirus
2. Genus Creshivirus aufgeteilt Dortuvirus + Tenwovirus

## Aufbau

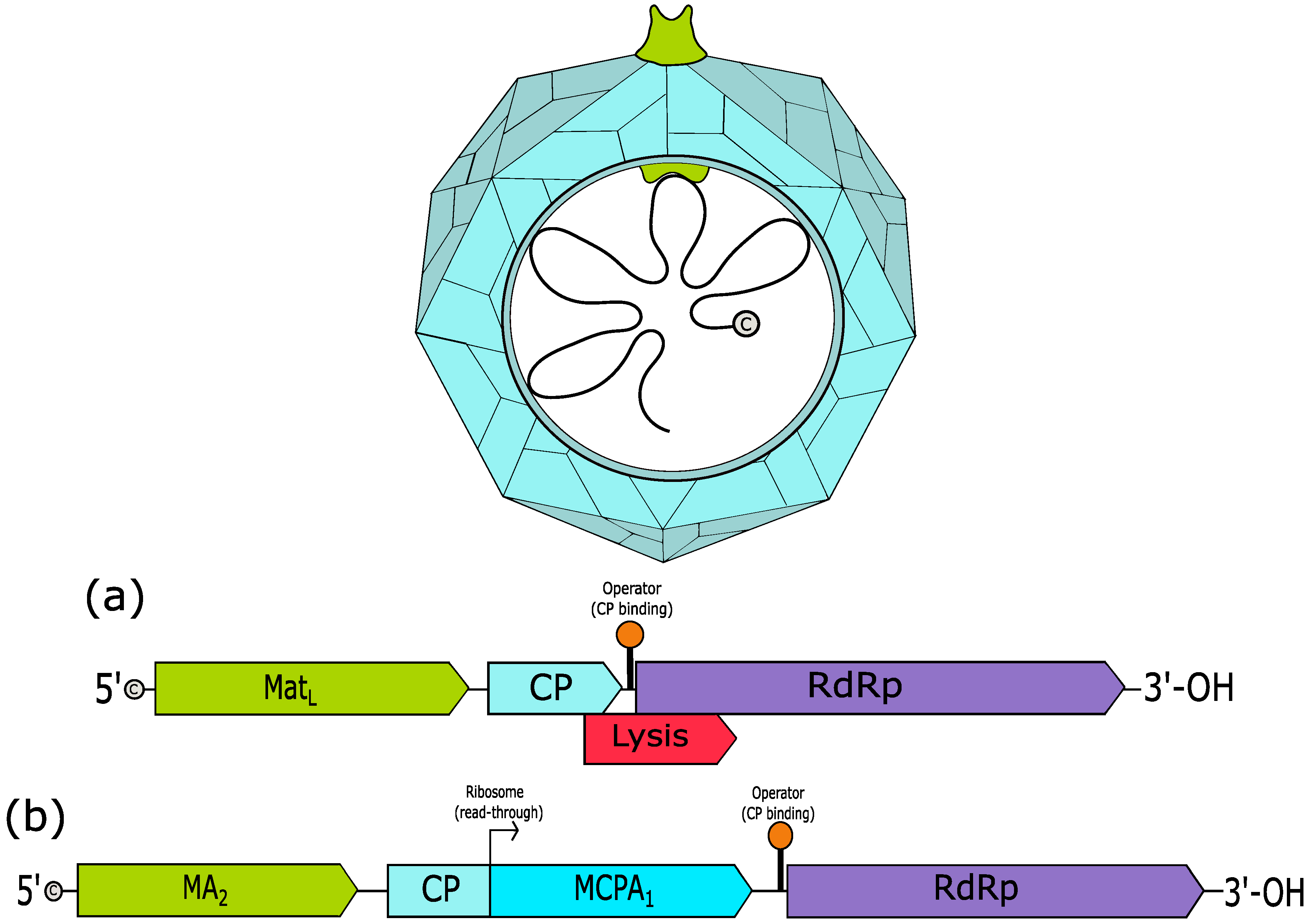
Schemazeichnung eines Virusteilchens der Leviviridae (Querschnitt) und Genom von
(a) Enterobacteriaphage MS2 (Gattung Levivirus)
(b) Enterobacteriaphage Qß (Gattung Allolevivirus)

Die Viruspartikel (Virionen) der Leviviridae sind nicht umhüllt mit ikosaedrischer oder sphärischer Geometri und mit Triangulationszahl (Symmetrie) T=3. Der Durchmesser beträgt etwa 26 nm. Das Genom ist linear und nicht segmentiert mit einer Größe von etwa 4000 Nukleotidbasen. Es kodiert für 4 Proteine.

## Wirkungsweise

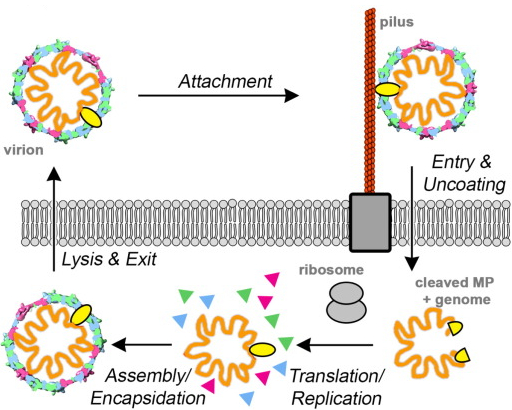
Replikationszyklus der Leviviridae

Nach Eintritt die Wirtszelle erfolgt die Replikation dem Modell für RNA-Viren positiver Polarität. Das Virus tritt durch Bakterienlyse aus der Wirtszelle aus.
Die vier kodierten Proteine sind das Mantel- oder Hüllprotein (für das Kapsid), die Replikase, das Reifungsprotein (A-Protein) und das Lyse-Protein, die zugehörigen Gene heißen cp, rep, mat und lys.